# Ernst-August Fricke
Ernst-August Fricke (11 de maio de 1914 - 9 de novembro de 1943) foi um oficial alemão que serviu no Deutsches Heer durante a Segunda Guerra Mundial. Foi condecorado com a Cruz de Cavaleiro da Cruz de Ferro com Folhas de Carvalho.

## Condecorações
| Nome                                                             | Data                   |
| ---------------------------------------------------------------- | ---------------------- |
| Cruz de Ferro (1939) 2ª Classe                                   | 6 de novembro de 1939  |
| Cruz de Ferro (1939) 1ª Classe                                   | 24 de julho de 1941    |
| Distintivo de Feridos (1939) em Preto                            |                        |
| Distintivo de Feridos (1939) em Prata                            |                        |
| Distintivo de Feridos (1939) em Ouro                             |                        |
| Distintivo da infantaria de assalto                              |                        |
| Medalha da Frente Oriental                                       | 25 de julho de 1942    |
| Distintivo de Honra do Exército                                  | 27 de junho de 1943    |
| Cruz de Cavaleiro da Cruz de Ferro                               | 17 de janeiro de 1942  |
| Cruz de Cavaleiro da Cruz de Ferro com Folhas de Carvalho nº 341 | 30 de novembro de 1943 |